# George Miller
George Miller (vlastním jménem George Miliotis;* 3. března 1945 Chinchilla) je australský filmový režisér, scenárista a producent.

## Život
Miller se narodil v australském městě Chinchilla rodičům, řeckým a tureckým emigrantům. Otec John (rozený Dimitrios MIliotis) si změnil jméno po emigraci do Austrálie v roce 1920. S matkou Angelou patřili mezi řecké uprchlíky, ačkoliv sama pocházela z turecké Anatolie. Vyrůstal se třemi bratry, s dvojčetem Johnem směřovali svou budoucnost za studiem medicíny. Po vystudování střední školy vystudoval medicínu v Novém Jižním Walesu.

## Tvorba

### Počátky
Se svým mladším bratrem Chrisem se po absolvování střední školy pustil do přípravy a natáčení krátkého filmu St. Vincent's Revue Film, který následně získal ocenění a George v roce 1971 začal navštěvovat na Melbournské univerzitě filmové semináře, mimo jiné u Philipa Noyce. Zde se setkal se svým dlouholetým spolupracovníkem Byronem Kennedym, později kameramanem a producentem, s nímž později založili produkční společnost Byron Kennedy. Jejich skutečným filmovým debutem byl film Violence In the Cinema, Part 1., který polarizoval kritiky a odbornou veřejnost. S Kennedym spolupracovali ale také na výrobě všech tří dílů Šíleného Maxe až do Kennedyho smrti.

### Série Šílený Max
V roce 1978 začíná s téměř neznámým začínajícím hercem Melem Gibsonem připravovat první díl Šíleného Maxe. Rozpočet filmu byl pouze 350 000 dolarů, které si režisér vydělal jako začínající lékař a půjčil si část od své rodiny. Film byl úspěšný a vydělal několikanásobně více, než byly jeho náklady. Do roku 1985 natočil ještě dvě pokračování, Šílený Max 2 a Šílený Max a Dóm hromu. Po úspěchu celé série se Miller začal věnovat jiným tématům a námětům. 
K postavě se vrátil až v roce 2008, kdy začal připravovat scénář pro nový film. Několik let bojoval s financemi, měnil scénář z hraného filmu na 3D animaci, komiksovou verzi, až konečně získal finance. V roce 2015 měl premiéru další film ze série, Šílený Max: Zběsilá cesta. Tento film natočil už s novým hlavním představitelem Tomem Hardym. V návaznosti na úspěch nového příběhu šíleného Maxe začal připravovat rovnou dvě pokračování, z původního plánu sešlo. Furiosa s Anyou Taylor-Joy v hlavní roli byla uvedena v roce 2024 v Cannes,  Mad Max: The Wasteland, opět s Tomem Hardym, je plánován na rok 2026.

### Další tvorba
Millerova filmografie se vyznačuje nepřeberným množstvím žánrových variací a témat, od postapokalyptických snímků, přes komedie a dramata (Lék pro Lorenza, Čarodějky z Eastwicku, Tři tisíce let touhy) až po tvorbu pro děti a rodiny (Prasátko Babe, Happy Feet, Happy Feet 2), za kterou získal Oscara.

## Filmografie
- 1971: Violence In the Cinema, Part 1.
- 1979: Šílený Max
- 1981: Šílený Max 2 – Bojovník silnic
- 1983: Zóna soumraku
- 1983: The Dismissal (TV seriál)
- 1984: The Last Bastion (TV seriál)
- 1985: Šílený Max a Dóm hromu
- 1987: Čarodějky z Eastwicku

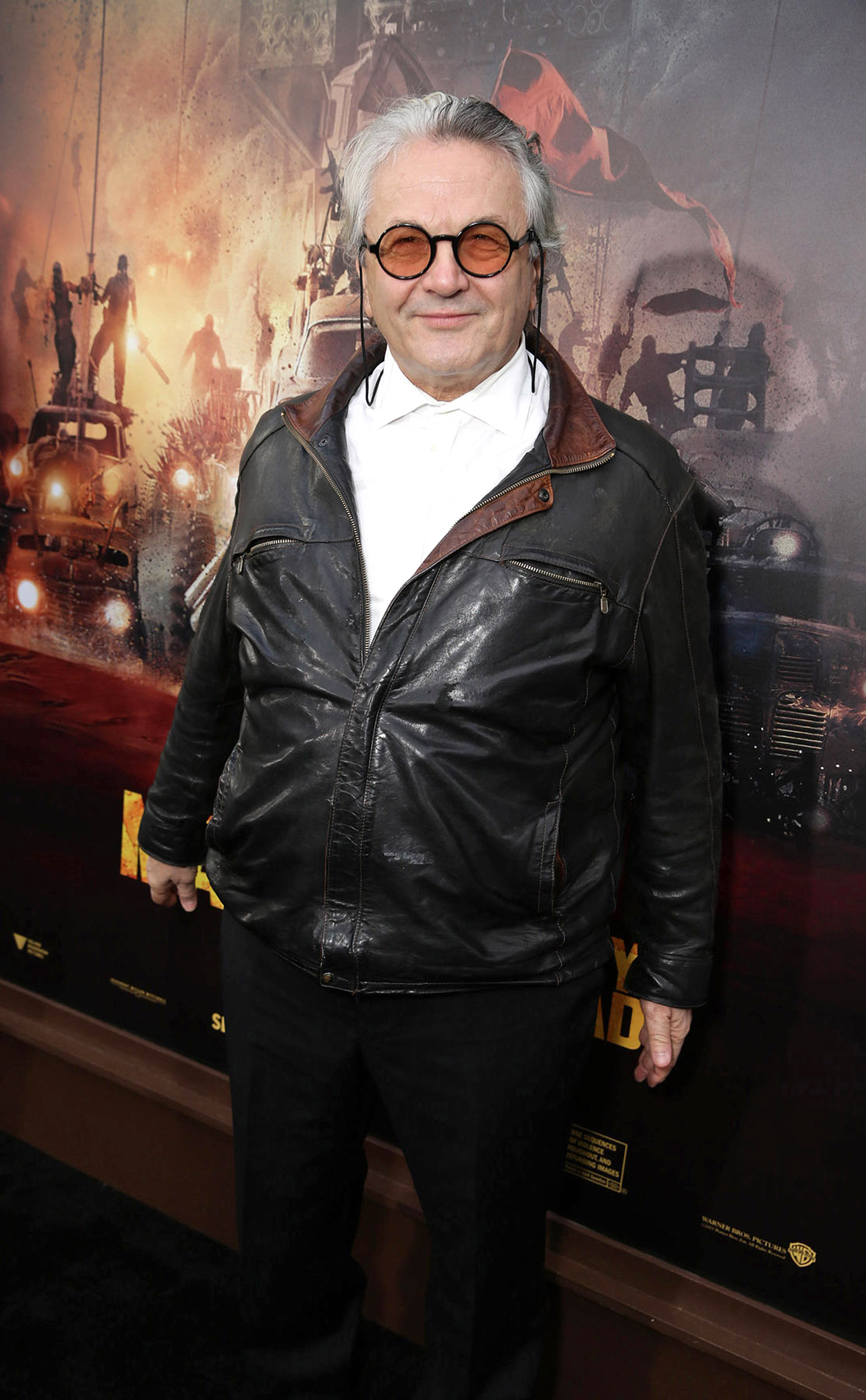
George Miller na premiéře Šílený Max: Zběsilá cesta v Los Angeles

- George Miller na premiéře Šílený Max: Zběsilá cesta v Los Angeles1992: Lék pro Lorenza (Lorenzo's Oil)
- 1997: 40 000 let snění (40 000 Years of Dreaming) (dokument)
- 1998: Babe 2: Prasátko ve městě
- 2006: Happy Feet
- 2011: Happy Feet 2
- George Miller na premiéře filmu Mad Max: Fury Road v Cannes 2015
- 2015: Šílený Max: Zběsilá cesta
- 2022: Tři tisíce let touhy
- 2024: Furiosa: Sága Šíleného Maxe

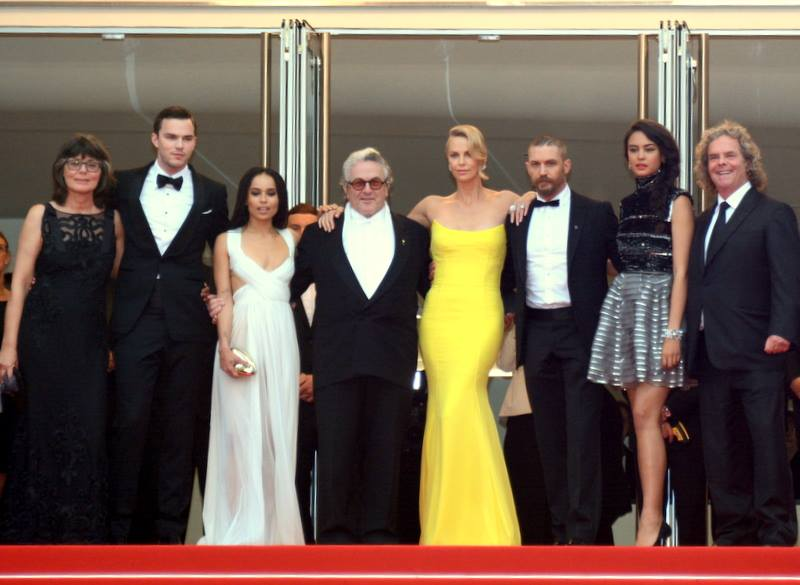
George Miller na premiéře filmu Mad Max: Fury Road v Cannes 2015

- 2026: Mad Max: The Wasteland (natáčení)